# Venezia Football Club 2016-2017
Questa voce raccoglie le informazioni riguardanti il Venezia Football Club nelle competizioni ufficiali della stagione 2016-2017.

## Stagione
Nella stagione 2016-2017 il Venezia disputa il girone B del campionato di Lega Pro, raccoglie 80 punti con il 1º posto che vale il ritorno in Serie B. Due anni dopo la ripartenza dalla Serie D per il fallimento societario del 2015, la parabola del Venezia centra la seconda promozione consecutiva. La squadra arancioneroverde affidata con questo obiettivo a Filippo Inzaghi parte forte da neopromossa, già in testa al giro di boa con 39 punti, ottiene il maggior numero di punti anche nel girone di ritorno, chiuso con 41 punti, lasciando il Parma secondo a 10 lunghezze, a dover lottare nei Play-off, e li vincerà. Tra i lagunari con 10 reti lo spagnolo Alexandre Geijo e Stefano Moreo sono stati i migliori realizzatori dei veneti in campionato. Al termine del torneo il Venezia disputa la Supercoppa di Lega Pro con Foggia e Cremonese, tra le tre squadre vincitrici dei tre gironi, il trofeo è stato vinto dal Foggia. Oltre al campionato il Venezia a fine aprile vince per la prima volta la Coppa Italia di Lega Pro, nella quale inizia il lungo percorso che la porta ad alzare il Trofeo, vincendo il girone C di qualificazione, nel quale supera il Santarcangelo ed il Mantova, poi nei sedicesimi di finale supera (0-4) il Sudtirol, negli ottavi pareggia (1-1) con la Reggiana, ma riesce a superare il turno (5-3) ai calci di rigore, nei quarti elimina il Como (1-2), nella doppia semifinale supera il Padova, nella doppia finale si impone sul Matera.

## Divise e sponsor
Il fornitore ufficiale di materiale tecnico per la stagione 2016-2017 è Nike, mentre manca uno sponsor ufficiale di maglia. Le casacche si declinano sulle tinte dominanti del nero per quella casalinga e del bianco per quella esterna: sul fianco sinistro è serigrafata l'effigie del leone di San Marco mutuata dal simbolo del club, nei colori arancio-verdi.
| Casa | Trasferta |

## Rosa

### Prima squadra
| N. |                     | Ruolo | Calciatore         |
| -- | ------------------- | ----- | ------------------ |
| 1  | Italia (bandiera)   | P     | Davide Facchin     |
| 2  | Italia (bandiera)   | D     | Luigi Luciani      |
| 3  | Italia (bandiera)   | D     | Leonardo Galli     |
| 4  | Italia (bandiera)   | C     | Alex Pederzoli     |
| 5  | Italia (bandiera)   | D     | Alessandro Malomo  |
| 6  | Italia (bandiera)   | D     | Maurizio Domizzi   |
| 7  | Italia (bandiera)   | C     | Simone Bentivoglio |
| 8  | Italia (bandiera)   | C     | Evans Soligo       |
| 9  | Italia (bandiera)   | A     | Nicola Ferrari     |
| 10 | Italia (bandiera)   | A     | Gianni Fabiano     |
| 11 | Italia (bandiera)   | A     | Loris Tortori      |
| 12 | Italia (bandiera)   | P     | Nicola Sambo       |
| 13 | Italia (bandiera)   | D     | Marco Modolo       |
| 14 | Italia (bandiera)   | D     | Paolo Pellicanò    |
| 15 | Slovenia (bandiera) | C     | Leo Štulac         |

| N. |                   | Ruolo | Calciatore          |
| -- | ----------------- | ----- | ------------------- |
| 16 | Italia (bandiera) | C     | Roberto Strechie    |
| 17 | Italia (bandiera) | A     | Davide Marsura      |
| 18 | Italia (bandiera) | A     | Stefano Moreo       |
| 19 | Spagna (bandiera) | A     | Alexandre Geijo     |
| 20 | Italia (bandiera) | A     | Simone Edera        |
| 20 | Italia (bandiera) | A     | Giuseppe Caccavallo |
| 21 | Italia (bandiera) | C     | Alberto Acquadro    |
| 22 | Italia (bandiera) | P     | Guglielmo Vicario   |
| 23 | Italia (bandiera) | D     | Ivano Baldanzeddu   |
| 23 | Italia (bandiera) | C     | Marcello Falzerano  |
| 24 | Italia (bandiera) | C     | Vittorio Fabris     |
| 25 | Italia (bandiera) | D     | Francesco Cernuto   |
| 26 | Italia (bandiera) | D     | Agostino Garofalo   |
| 27 | Italia (bandiera) | D     | Giuseppe Zampano    |
| 28 | Italia (bandiera) | C     | Filippo Serena      |

### Berretti
| N. |                   | Ruolo | Calciatore          |
| -- | ----------------- | ----- | ------------------- |
|    | Italia (bandiera) | P     | Stefano Camerlengo  |
|    | Italia (bandiera) | P     | Riccardo Colonna    |
|    | Italia (bandiera) | D     | Giovanni Leone      |
|    | Italia (bandiera) | D     | Carlo Callegaro     |
|    | Italia (bandiera) | D     | Giovanni Pastorelli |
|    | Italia (bandiera) | D     | Emanuele Cicagna    |
|    | Italia (bandiera) | D     | Matteo Santinon     |
|    | Italia (bandiera) | D     | Michael Fiore       |
|    | Italia (bandiera) | D     | Rocco Tocchi        |
|    | Italia (bandiera) | C     | Elia Barzan         |
|    | Italia (bandiera) | C     | Roberto Strechie    |
|    | Italia (bandiera) | C     | Elia Secco          |
|    | Italia (bandiera) | C     | Eros Catel          |

| N. |                       | Ruolo | Calciatore           |
| -- | --------------------- | ----- | -------------------- |
|    | Italia (bandiera)     | C     | Luca Inchico         |
|    | Slovenia (bandiera)   | C     | Marco Rode           |
|    | Italia (bandiera)     | C     | Filippo Serena       |
|    | Portogallo (bandiera) | C     | Alexandre Pimenta    |
|    | Italia (bandiera)     | C     | Stefano Piovesan     |
|    | Italia (bandiera)     | A     | Andrea Dordit        |
|    | Italia (bandiera)     | A     | Alessio Mortati      |
|    | Italia (bandiera)     | A     | Nicolò Simeoni       |
|    | Italia (bandiera)     | A     | Maichol Caldarelli   |
|    | Italia (bandiera)     | A     | Mattia Tagliapietra  |
|    | Argentina (bandiera)  | A     | Ivan Fabricio Bolgan |
|    | Italia (bandiera)     | A     | Francesco Strechie   |

## Calciomercato

### Sessione estiva(dal 01/07 al 31/08)
| Acquisti | Acquisti              | Acquisti        | Acquisti                         |
| R.       | Nome                  | da              | Modalità                         |
| -------- | --------------------- | --------------- | -------------------------------- |
| P        | Nicola Sambo          | Spezia          | definitivo                       |
| P        | Guglielmo Vicario     | Udinese         | definitivo                       |
| D        | Ivano Baldanzeddu     | Latina          | svincolato                       |
| D        | Maurizio Domizzi      | Udinese         | svincolato                       |
| D        | Agostino Garofalo     | Novara          | svincolato                       |
| D        | Paolo Pellicanò       | Belluno         | svincolato                       |
| D        | Marco Taddia          | Calvi Noale     | fine prestito                    |
| C        | Alberto Acquadro      | Borgosesia      | definitivo                       |
| C        | Simone Basso          | Trapani         | svincolato                       |
| C        | Simone Bentivoglio    | Modena          | svincolato                       |
| C        | Matteo Chin           | Calvi Noale     | fine prestito                    |
| C        | Vittorio Fabris       | Feralpisalò     | definitivo                       |
| C        | Alex Pederzoli        | Pordenone       | definitivo                       |
| C        | Leo Štulac            | Koper           | definitivo                       |
| A        | Samuele Chicchiarelli | Genoa           | definitivo                       |
| A        | Simone Edera          | Torino          | prestito                         |
| A        | Nicola Ferrari        | Virtus Lanciano | svincolato                       |
| A        | Alexandre Geijo       | Brescia         | svincolato                       |
| A        | Davide Marsura        | Udinese         | definitivo                       |
| A        | Stefano Moreo         | Virtus Entella  | prestito con diritto di riscatto |
| A        | Nicholas Siega        | Calvi Noale     | fine prestito                    |
| A        | Loris Tortori         | Feralpisalò     | svincolato                       |
| A        | Francesco Virdis      | Savona          | svincolato                       |

| Cessioni | Cessioni           | Cessioni       | Cessioni      |
| R.       | Nome               | a              | Modalità      |
| -------- | ------------------ | -------------- | ------------- |
| P        | Lorenzo Andreatta  | Campodarsego   | prestito      |
| P        | Carlo Bortolin     | Fontanafredda  | svincolato    |
| P        | Stamen Boyadzhiev  | Botev Plovdiv  | fine prestito |
| D        | Daniel Beccaro     | Campodarsego   | definitivo    |
| D        | Riccardo Busatto   | Este           | svincolato    |
| D        | Filippo Di Maio    | Chievo         | fine prestito |
| D        | Fabrizio Ferrante  |                | svincolato    |
| D        | Leonardo Galli     | Cremonese      | fine prestito |
| C        | Simone Basso       | Modena         | definitivo    |
| C        | Alessandro Cangemi |                | svincolato    |
| C        | Giampaolo Calzi    | Varese         | svincolato    |
| C        | Matteo Chin        | Calvi Noale    | prestito      |
| C        | Luciano Gualdi     |                | svincolato    |
| C        | Matteo Marcolini   |                | svincolato    |
| A        | Paolo Carbonaro    |                | svincolato    |
| A        | Giacomo Innocenti  | Seregno        | svincolato    |
| A        | Riccardo Lattanzio | Bisceglie      | svincolato    |
| A        | Denis Maccan       |                | svincolato    |
| A        | Matteo Serafini    | Triestina      | svincolato    |
| A        | Nicholas Siega     | AltoVicentino  | prestito      |
| A        | Francesco Virdis   | AlbinoLeffe    | prestito      |
| A        | Emilio Volpicelli  | Fidelis Andria | definitivo    |

### Sessione invernale(dal 03/01 al 31/01)
| Acquisti | Acquisti           | Acquisti       | Acquisti   |
| R.       | Nome               | da             | Modalità   |
| -------- | ------------------ | -------------- | ---------- |
| D        | Giuseppe Zampano   |                | svincolato |
| C        | Marcello Falzerano | Bassano Virtus | definitivo |
| A        | Salernitana        | prestito       |            |

| Cessioni | Cessioni          | Cessioni | Cessioni      |
| R.       | Nome              | a        | Modalità      |
| -------- | ----------------- | -------- | ------------- |
| D        | Ivano Baldanzeddu | Catania  | prestito      |
| D        | Luigi Luciani     | Arezzo   | prestito      |
| A        | Simone Edera      | Torino   | fine prestito |

## Risultati

### Lega Pro

#### Girone di andata
| Arbitro: | Zingarelli (Siena) |

|             |           |  |
| Fabiano 21’ | Marcatori |  |

| Mantova 3 settembre 2016, ore 20:30 CEST 2ª giornata | Mantova         | 0 – 0 referto | Venezia | Stadio Danilo Martelli (2 248 spett.)\| Arbitro: \| Boggi (Salerno) \| |
| Arbitro:                                             | Boggi (Salerno) |               |         |                                                                        |

| Arbitro: | Ranaldi (Tivoli) |

|            |           |         |
| Modolo 65’ | Marcatori | 4’ Nolé |

| Arbitro: | Piscopo (Imperia) |

|                  |           |                         |
| Evacuo 2’ (rig.) | Marcatori | 89’ Moreo 90+1’ Domizzi |

| Arbitro: | Valiante (Salerno) |

|  |           |             |
|  | Marcatori | 67’ Marsura |

| Arbitro: | Schirru (Nichelino) |

|                                   |           |  |
| N. Ferrari 25’ Allegra 77’ (aut.) | Marcatori |  |

| Arbitro: | Amoroso (Paola) |

|               |           |  |
| Semenzato 27’ | Marcatori |  |

| Arbitro: | Giua (Olbia) |

|                                      |           |                            |
| Pederzoli 77’ (rig.) Bentivoglio 81’ | Marcatori | 47’ Sabatino 54’ Tortolano |

| Arbitro: | Luciano (Lamezia Terme) |

|                           |           |           |
| Geijo 29’, 81’ Fabris 54’ | Marcatori | 23’ Ilari |

| Arbitro: | Volpi (Arezzo) |

|            |           |                      |
| Bajner 28’ | Marcatori | 32’ Geijo 54’ Modolo |

| Arbitro: | Paolini (Ascoli Piceno) |

|               |           |            |
| Pederzoli 20’ | Marcatori | 55’ Pasini |

| Arbitro: | Cipriani (Empoli) |

|               |           |                 |
| Valentini 84’ | Marcatori | 90’ Baldanzeddu |

| Arbitro: | Mantelli (Brescia) |

|                     |           |  |
| Moreo 28’ Geijo 38’ | Marcatori |  |

| Arbitro: | Mastrodonato (Molfetta) |

|  |           |            |
|  | Marcatori | 77’ Modolo |

| Arbitro: | Fourneau (Roma) |

|                     |           |                                                    |
| De Risio 25’ (aut.) | Marcatori | 28’ Dettori 45+2’ (rig.) M. Russo 89’ Neto Pereira |

| Arbitro: | Pillitteri (Palermo) |

|  |           |             |
|  | Marcatori | 20’ Marsura |

| Arbitro: | Perotti (Legnano) |

|                      |           |  |
| Pederzoli 59’ (rig.) | Marcatori |  |

| Arbitro: | Pagliardini (Arezzo) |

|  |           |                |
|  | Marcatori | 83’ N. Ferrari |

| Arbitro: | Sozza (Seregno) |

|                                   |           |                                            |
| Marsura 45+2’ Moreo 74’ Geijo 85’ | Marcatori | 8’ Colombi 82’ Turchetta 90’ (rig.) Quadri |

#### Girone di ritorno
| Arbitro: | Balice (Termoli) |

|               |           |  |
| Capellini 66’ | Marcatori |  |

| Arbitro: | D'Apice (Arezzo) |

|                                 |           |               |
| Domizzi 9’ Moreo 20’ Modolo 62’ | Marcatori | 17’ M. Marchi |

| Arbitro: | Giua (Pisa) |

|  |           |                                 |
|  | Marcatori | 31’ Soligo 70’ Moreo 83’ Fabris |

| Arbitro: | Guccini (Albano Laziale) |

|                            |           |                           |
| Moreo 49’ Geijo 87’ (rig.) | Marcatori | 15’ Baraye 18’ Nocciolini |

| Arbitro: | Camplone (Pescara) |

|                       |           |              |
| Moreo 49’ Marsura 88’ | Marcatori | 2’ Del Sante |

| Arbitro: | Piscopo (Imperia) |

|                     |           |                          |
| Bacio Terracino 86’ | Marcatori | 21’ Garofalo 52’ Zampano |

| Arbitro: | Paolini (Ascoli Piceno) |

|          |           |  |
| Geijo 2’ | Marcatori |  |

| Arbitro: | Ranaldi (Tivoli) |

|                      |           |                                 |
| Mancuso 90+4’ (rig.) | Marcatori | 52’ Geijo 56’ Marsura 90’ Moreo |

| Arbitro: | Proietti (Terni) |

|               |           |                                                         |
| Sansovini 63’ | Marcatori | 7’ Domizzi 45+1’ Marsura 56’ Bentivoglio 90’ N. Ferrari |

| Arbitro: | Amoroso (Paola) |

|             |           |  |
| Geijo 90+3’ | Marcatori |  |

| Arbitro: | Maggioni (Lecco) |

|                   |           |                           |
| Modolo 86’ (aut.) | Marcatori | 7’ Modolo 90+4’ Falzerano |

| Arbitro: | Perotti (Legnano) |

|                  |           |             |
| Geijo 74’ (rig.) | Marcatori | 40’ Defendi |

| Arbitro: | Viotti (Tivoli) |

|  |           |                          |
|  | Marcatori | 31’ Marsura 43’ Garofalo |

| Arbitro: | Pagliardini (Arezzo) |

|                      |           |  |
| N. Ferrari 9’ (rig.) | Marcatori |  |

| Arbitro: | Giua (Pisa) |

|  |           |           |
|  | Marcatori | 47’ Moreo |

| Arbitro: | D'Apice (Arezzo) |

|           |           |               |
| Moreo 38’ | Marcatori | 56’ Capezzani |

| Gubbio 23 aprile 2017, ore 16:30 CEST 36ª giornata | Gubbio               | 0 – 0 referto | Venezia | Stadio Pietro Barbetti (903 spett.)\| Arbitro: \| Meraviglia (Pistoia) \| |
| Arbitro:                                           | Meraviglia (Pistoia) |               |         |                                                                           |

| Arbitro: | Cudini (Fermo) |

|             |           |             |
| Tortori 60’ | Marcatori | 10’ Ravasio |

| Arbitro: | Gariglio (Pinerolo) |

|                                 |           |  |
| Quadri 68’ (rig.) De Grazia 82’ | Marcatori |  |

### Coppa Italia Lega Pro

#### Fase a gironi
| Squadra       | P.ti | G | V | N | P | GF | GS | DR |
| ------------- | ---- | - | - | - | - | -- | -- | -- |
| Venezia       | 4    | 2 | 1 | 1 | 0 | 3  | 2  | +1 |
| Santarcangelo | 2    | 2 | 0 | 2 | 0 | 2  | 2  | 0  |
| Mantova       | 1    | 2 | 0 | 1 | 1 | 0  | 1  | -1 |

#### Gruppo
| Arbitro: | N. Marini (Trieste) |

|               |           |  |
| Pederzoli 54’ | Marcatori |  |

| Arbitro: | Natilla (Molfetta) |

|                             |           |                             |
| Valentini 51’ Cesaretti 63’ | Marcatori | 1’ N. Ferrari 68’ Pederzoli |

#### Fase ad eliminazione diretta
| Arbitro: | Meraviglia (Pistoia) |

|  |           |                                                       |
|  | Marcatori | 9’ Malomo 25’ (aut.) Brugger 71’ Moreo 85’ N. Ferrari |

| Arbitro: | Maggioni (Lecco) |

|                                 |                      |                          |
| Štulac 101’                     | Marcatori            | 115’ (rig.) Maltese      |
| N. Ferrari Moreo Marsura Štulac | Tiri di rigore 4 – 2 | Otín Mecca Giron Maltese |

| Arbitro: | Schirru (Nichelino) |

|                |           |                               |
| Chinellato 84’ | Marcatori | 90+1’, 112’ (rig.) N. Ferrari |

| Arbitro: | Robilotta (Sala Consilina) |

|              |           |                |
| Mazzocco 36’ | Marcatori | 30’ N. Ferrari |

| Arbitro: | Guccini (Albano Laziale) |

|                                  |           |              |
| Fabiano 3’ Štulac 48’ Malomo 69’ | Marcatori | 61’ De Cenco |

| Arbitro: | Pillitteri (Palermo) |

|           |           |  |
| Negro 45’ | Marcatori |  |

| Arbitro: | Fourneau (Roma) |

|                                      |           |                |
| Moreo 27’ Fabiano 33’ N. Ferrari 60’ | Marcatori | 58’ Strambelli |

### Supercoppa di Lega Pro
| Squadra   | P.ti | G | V | N | P | GF | GS | DR |
| --------- | ---- | - | - | - | - | -- | -- | -- |
| Foggia    | 6    | 2 | 2 | 0 | 0 | 7  | 3  | +4 |
| Venezia   | 3    | 2 | 1 | 0 | 1 | 4  | 5  | -1 |
| Cremonese | 0    | 2 | 0 | 0 | 2 | 2  | 5  | -3 |

| Arbitro: | D'Apice (Arezzo) |

|            |           |                          |
| Talamo 34’ | Marcatori | 4’ Geijo 86’ Bentivoglio |

| Arbitro: | Ranaldi (Tivoli) |

|                       |           |                                    |
| Geijo 34’ Domizzi 48’ | Marcatori | 19’, 80’ Deli 29’ Vacca 42’ Mazzeo |

## Statistiche

### Statistiche di squadra
| Competizione          | Punti | In casa | In casa | In casa | In casa | In casa | In casa | In trasferta | In trasferta | In trasferta | In trasferta | In trasferta | In trasferta | Totale | Totale | Totale | Totale | Totale | Totale | DR  |
| Competizione          | Punti | G       | V       | N       | P       | Gs      | V       | N            | P            | Gf           | Gs           | G            | V            | N      | P      | Gf     | Gs     |        |        | DR  |
| --------------------- | ----- | ------- | ------- | ------- | ------- | ------- | ------- | ------------ | ------------ | ------------ | ------------ | ------------ | ------------ | ------ | ------ | ------ | ------ | ------ | ------ | --- |
| Lega Pro              | 80    | 19      | 10      | 8       | 1       | 30      | 18      | 19           | 13           | 3            | 3            | 26           | 11           | 38     | 22     | 8      | 4      | 56     | 29     | +27 |
| Coppa Italia Lega Pro | 4     | 2       | 1       | 1       | 0       | 2       | 1       | 2            | 1            | 1            | 0            | 6            | 2            | 7      | 4      | 3      | 0      | 8      | 2      | +6  |
| Totale                | 84    | 21      | 11      | 9       | 1       | 32      | 19      | 21           | 14           | 4            | 3            | 32           | 13           | 45     | 26     | 11     | 4      | 64     | 31     | +33 |

### Andamento in campionato
| Giornata  | 1 | 2 | 3 | 4 | 5 | 6 | 7 | 8 | 9 | 10 | 11 | 12 | 13 | 14 | 15 | 16 | 17 | 18 | 19 | 20 | 21 | 22 | 23 | 24 | 25 | 26 | 27 | 28 | 29 | 30 | 31 | 32 | 33 | 34 | 35 | 36 | 37 | 38 |
| --------- | - | - | - | - | - | - | - | - | - | -- | -- | -- | -- | -- | -- | -- | -- | -- | -- | -- | -- | -- | -- | -- | -- | -- | -- | -- | -- | -- | -- | -- | -- | -- | -- | -- | -- | -- |
| Luogo     | C | T | C | T | T | C | T | C | C | T  | C  | T  | C  | T  | C  | T  | C  | T  | C  | T  | C  | T  | C  | C  | T  | C  | T  | T  | C  | T  | C  | T  | C  | T  | C  | T  | C  | T  |
| Risultato | V | N | N | V | V | V | P | N | V | V  | N  | N  | V  | V  | P  | V  | V  | V  | N  | P  | V  | V  | N  | V  | V  | V  | V  | V  | V  | V  | V  | V  | V  | V  | N  | N  | N  | P  |
| Posizione | 5 | 6 | 7 | 3 | 1 | 1 | 2 | 7 | 2 | 2  | 2  | 4  | 2  | 1  | 3  | 3  | 1  | 1  | 1  | 1  | 1  | 1  | 1  | 1  | 1  | 1  | 1  | 1  | 1  | 1  | 1  | 1  | 1  | 1  | 1  | 1  | 1  | 1  |

Legenda:

Luogo: C = Casa; T = Trasferta. Risultato: V = Vittoria; N = Pareggio; P = Sconfitta.